# 松柏瑶族乡
松柏瑶族乡，是中华人民共和国湖南省永州市江永县下辖的一个乡镇级行政单位。2015年11月12日，撤销黄甲岭乡，将原黄甲岭乡的龙洋、凤田、黄泥铺、白马、谷母溪、宅锦、塍下井、龙母致、黄甲岭、石岭、高峰、三脉下、四面岗、莲花洞14个建制村划归松柏瑶族乡管辖。

## 行政区划
松柏瑶族乡下辖以下地区：
松柏村、棠锦村、建新村、苏山村、花楼村、水美村、潮水村、水美塘村、西栎尾村、枇杷所村、南峰山村、大同村、秀甲村和富素村。